# Ectasiocnemis transita
Ectasiocnemis transita là một loài bọ cánh cứng trong họ Scraptiidae. Loài này được Champion mô tả khoa học năm 1927.